# Jiujiang
Jiujiang (chiń. 九江; pinyin Jiǔjiāng) – miasto o statusie prefektury miejskiej we wschodnich Chinach, w prowincji Jiangxi, port nad rzeką Jangcy. W 2010 roku liczba mieszkańców miasta wynosiła 253 448. Prefektura miejska w 1999 roku liczyła 4 483 456 mieszkańców. Ośrodek przemysłu maszynowego, chemicznego, ceramicznego i włókienniczego.

## Miasta partnerskie
- Louisville, Stany Zjednoczone
- Kajaani, Finlandia
- Koper, Słowenia
- Legionowo, Polska